# Batalla de Mishmar HaEmek
La batalla de Mishmar HaEmek fue un enfrentamiento de diez días que tuvo lugar entre el 4 y el 15 de abril de 1948 en el kibutz Mishmar HaEmek, entre el Ejército Árabe de Liberación (Batallón Yarmouk), comandado por Fawzi al-Qawuqji y la Haganá (Palmaj y Hish), comandada por Yitzhak Sadeh. La batalla comenzó cuando al-Qawuqji lanzó un ataque contra Mismar Haemek, con la intención de tomar el kibutz, que tenía una ubicación estratégica, al lado de la carretera principal entre Jenin y Haifa. En 1947, Mishmar HaEmek tenía 550 habitantes.

## La ofensiva árabe
El 4 de abril de 1948, cerca de 1.000 milicianos del Ejército de Liberación Árabe lanzaron un ataque contra el kibutz. Ellos fueron rechazados inicialmente por 170 judíos y, más tarde, dos compañías del Palmaj, «menos de 300 muchachos». El ataque comenzó con un cañoneo de siete piezas de artillería, suministradas por el Ejército sirio. Esta fue la primera vez que la artillería se utilizó en la guerra. Durante cinco días, las fuerzas árabes bombardearon el pueblo desde una distancia de 800 yardas (730 metros). Los judíos contaban con una ametralladora y «no [había] suficientes rifles para todos los colonos varones». Tras el bombardeo, un ataque de infantería se lanzó, pero se «detuvo en las pistas a lo largo de la cerca de la aldea por el fuego de los defensores». Esa noche, una compañía de la brigada Golani (Haganá) «se infiltró en el pueblo» para ayudar a los milicianos de la Haganá que había repelido el ataque. Mishmar HaEmek fue bombardeado de nuevo todo el día 5 de abril y refuerzos judíos llegaron durante la noche siguiente. Al mismo tiempo, el 1.er Batallón del Palmaj comenzó a prepararse en Ein Hashofet, 3 millas (4,8 km) al oeste. Fawzi al-Qawuqji también trajo refuerzos desde Yenín.
El 7 de abril, una unidad británica sugirió un alto el fuego y los árabes «acordaron cesar el ataque» durante 24 horas y «[emitieron] llamadas al kibutz [conminándolos] a entregar sus armas y someterse a la dominación árabe». Durante este período de 24 horas, el kibutz fue capaz de evacuar a sus mujeres y niños.  El alto el fuego fue rechazado por David Ben-Gurión y el Estado Mayor General de la Haganá, que decidieron lanzar inmediatamente un contraataque «para apartar al Ejército Árabe de Liberación y los habitantes árabes locales fuera de la zona, y para despejar sus aldeas con el fin de eliminar de forma permanente la amenaza a Mishmar Ha'emek», y para que sea más difícil para una fuerza invasora de Yenín avanzar hacia Haifa. «Así lo que al comienzo fue una defensa judía desesperada se convirtió en una ofensiva de la Haganá en conformidad con las directrices del Plan Dalet».

## La contraofensiva judía
Ghubayya al-Tahta, la aldea más cercana a Mishmar HaEmek al sur, Ghubayya al-Fauqa y Khirbet Beit Ras fueron capturados en el 8 y el 9 de abril. Ghubayya al-Tahta fue volado inmediatamente, los otros dos fueron volados «sistemáticamente en los siguientes días». La mayoría de los residentes huyeron antes o durante los ataques. Según las memorias de Qawuqji, una «batalla campal» tuvo lugar en torno a estos pueblos, «luchando casa por casa». De acuerdo con Morris, las unidades del Ejército Árabe de Liberación «a menudo se retiraron primero, abandonando a los habitantes del pueblo». El 10 de abril, unidades de la Haganá tomaron Abu Shusha, a unos cientos de yardas al norte del kibutz, expulsando a los aldeanos restantes y destruyendo la aldea por la noche. El 12 de abril, soldados del Palmaj tomaron Al-Kafrayn y Abu Zurayq, sin encontrar a nadie en el primer pueblo, pero tomando «quince hombres adultos y alrededor de 200 mujeres y niños» prisioneros en el segundo. Las mujeres y los niños fueron expulsados. 30 casas en Al-Kafrayn fueron voladasese día y algunas en Abu Zurayq esa noche. Abu Zurayq fue completamente volada el 15 de abril. El 12 de abril, al-Qawuqji y sus tropas estaban casi cercadas y tuvieron que retirarse a toda prisa a Yenín. Durante la noche del 12 al 13 de abril, unidades del Palmaj tomaron las aldeas de Al-Mansi y Naghnaghiya, que fueron voladas en los siguientes días.  El 19 de abril, Al-Kafrayn fue utilizado por una unidad del Palmaj para su entrenamiento y luego «volada por completo». De acuerdo con Benny Morris, «la mayoría de los habitantes del pueblo llegaron a la zona de Jenin y se protegieron en improvisadas tiendas de campaña».
Un mes después, el 12 de mayo, el Lehi lanzó una operación, ocupando cinco pueblos al oeste de Mishmar HaEmek.

## Consecuencias

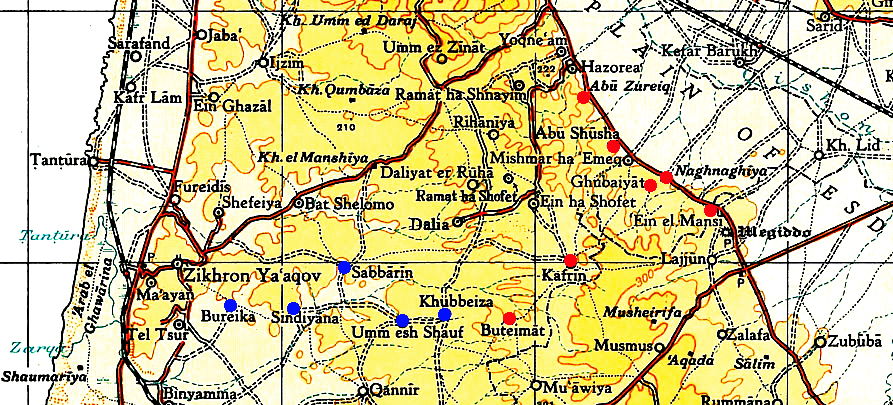
Aldeas capturadas en el contraataque de la Haganá (en rojo). Las capturadas el 12 de mayo por el Irgún están marcadas en azul.

Todos los pueblos árabes palestinos capturados fueron destruidos poco después. Los miembros del partido de izquierda Mapam, al cual los residentes de Mishmar HaEmek estaban afiliados, fueron acusados de hipocresía en los siguientes meses cuando se quejaron acerca de la destrucción de aldeas árabes, porque se decía que en este caso se trataba de lo que habían pedido.  El 14 de abril el erudito Oriente Medio y miembro de Mapam, Eliezer Bauer (Be'eri), escribió en una carta parcialmente citada por Morris:
Por supuesto, en una guerra cruel como la que estamos comprometidos no se puede actuar con guantes de seda. Pero todavía hay reglas en la guerra, que un pueblo civilizado intenta seguir [...] [Bauer se centró en los acontecimientos en Abu Zureiq, sucedidos uno o dos días antes.] Cuando fue conquistada la aldea, los aldeanos trataron de escapar y salvarse huyendo a los campos del valle [de Jezreel]. Las fuerzas de los asentamientos cercanos salieron [de sus posiciones defensivas] y los flanquearon. Hubo intercambio de disparos, en el que varios de estos árabes fueron asesinados. Otros se rindieron o fueron capturados sin armas. La mayoría fueron muertos [es decir, asesinados]. Y estos no eran miembros de una brigada como se escribió más tarde en [el diario del Mapam] Al Hamishmar, sino vencidos e indefensos campesinos. Sólo los miembros de mi kibutz Hazorea tomaron prisioneros. [...] También en el pueblo, cuando los varones adultos fueron descubiertos escondidos horas después del final de la batalla, ellos fueron muertos. [...] Se dice que hubo casos de violación, pero es posible que este sea uno de esos cuentos de «heroísmo» inventados, a los que los soldados son propensos. De la propiedad en las casas y animales de granja dejados sin cuidadores, se llevaron lo que pudieron: uno tomó un hervidor de agua para el café, otro un caballo, un tercero a una vaca. [...] Uno puede entender y justificar si tomaban las vacas del pueblo para Mishmar Ha'emek por ejemplo, o si los soldados que conquistaron el pueblo mataron y frieron los pollos para sí mismos. Pero si todos los agricultores de una moshav cercana [la alusión es a Yoqneam] participan en el saqueo, no es más que un robo.
A principios de agosto, el «Comité para el cultivo de tierras abandonadas» comenzó el arrendamiento de tierras de la aldea a los asentamientos judíos «por períodos de seis meses a un año».
Casi todas las fuerzas disponibles del Ejército Árabe de Liberación participaron en el ataque a Mishmar HaEmek; que fue su «contribución significativa final» en el conflicto. Glubb Pasha, comandante de la Legión Árabe transjordana, describió el ataque como un «fiasco» y escribió que después de su derrota «la moral y el entusiasmo [del Ejército Árabe de Liberación] se desvaneció [y] el Ejército de Liberación se interesó más en el saqueo de, a menudo, los árabes de Palestina».